# Crimes et botanique
Crimes et botanique est une série co-produite par Italique productions, Bankizz et France Télévisions, réalisée par Bruno Garcia et Lorenzo Gabriele, avec dans les rôles principaux Annie Gregorio et Carole Richert et diffusée entre le 27 juin 2015 et le 4 juillet 2015 sur France 3 . La série est une adaptation de la série britannique Rosemary and Thyme, diffusée sur ITV.

## Synopsis
Marjolaine et Laure sont deux spécialistes des espaces verts. Marjolaine est une ancienne gendarme et Laure a été chercheuse en biologie végétale. Curieuses de nature, elles ne se préoccupent pas uniquement de leurs plantes vertes quand elles croisent une mort suspecte sur leur chemin.

## Fiche technique

### Scénario
- Jean-Luc Estèbe

### Musique originale
- Christophe La Pinta

## Distribution

### Rôles principaux
- Annie Grégorio : Marjolaine
- Carole Richert : Laure

### Rôles secondaires
- Juliette Chêne : Caroline, la fille de Marjolaine
- François-Éric Gendron : Bernard (épisodes 1, 2)

## Épisodes

### Épisode 1:Fleurs de sang
Diffusé le 27 juin 2015 sur France 3
Avec :
- Michel Jonasz : Édouard Crouzal (le maire)
- Anne Loiret : Docteur Candelier

Synopsis : Le maire de Charmigny, Édouard Crouzal, souhaite faire participer sa commune au concours des villages les mieux fleuris. Une partie de la population, composée de chasseurs, désapprouve la décision se voyant privés de subvention. Le maire fait appel à Marjolaine et Laure pour remporter le prix. Logées chez lui, les deux femmes découvrent son corps, tué d'un coup de fusil…
Audience : 3,332 millions de téléspectateurs (19,1 % de part de marché)
Lieux de tournage : La plupart des scènes se déroulant à Charmigny sont tournées à Saint-Martin-de-Londres (notamment autour de l'église). D'autres scènes sont tournées à Pignan et Valflaunès. On reconnaît aussi les montagnes du Pic Saint-Loup et l'Hortus.

### Épisode 2:Le Jardin des papillons noirs
Diffusé le 27 juin 2015 sur France 3
Avec :
- Philippe Caroit : Bruno Volker
- Patrick Raynal : Jacques-Antoine Regnancourt
- Nicolas Messica : Amaury

Synopsis : Marjolaine et Laure sont engagées au collège de Montalivet pour réaménager les jardins. Elles sont accueillies par le père Bruno Volker. Le directeur, lui, est allé récupérer un pensionnaire au commissariat : Cédric, une forte tête mais doté d'un quotient intellectuel de 150. Le père Volker et l'adolescent semblent en conflit et Cédric est bientôt retrouvé sans vie…
Audience : 3,332 millions de téléspectateurs (19,1 % de part de marché)
Lieux de tournage : C'est le château de Castries qui sert de décor à l'Institut Montalivet. La rencontre de Laure avec son ex-mari est tournée dans l'amphithéâtre d'anatomie de la Faculté de médecine de Montpellier. 
Erreur : Ce n'est pas le saint chrême qui est utilisé pour donner les derniers sacrements aux malades et aux mourants, mais l'huile des malades (une simple huile végétale – le plus souvent huile d'olive – sans additif et consacrée par l'évêque lors de la messe chrismale).

### Épisode 3:Une parcelle de bonheur
Diffusé le 4 juillet 2015 sur France 3
Avec :
- Yvon Back : Étienne
- Jean-François Malet : Nizan
- Jean-Claude Baudracco : Brigadier Portal

### Épisode 4:Une si longue absence
Diffusé le 4 juillet 2015 sur France 3
Avec :
- Laurent Bateau : Frédéric
- Élise Tielrooy : Fabienne
- Olivier Cabassut : Alain

## Tournage
Le tournage des 4 premiers épisodes, réalisés avec l'aide de la région Languedoc-Roussillon, a eu lieu en avril et mai 2014 dans les alentours de Montpellier, à Valflaunès, Saint-Jean-de-Cuculles, Cournonterral, Saint-Martin-de-Londres, Castries, Saint-Gély-du-Fesc, Saint-Bauzile, Mireval, Mèze, Baillargues, Montferrier-sur-lez et Clapiers.